# Pasja (film 1977)
Pasja – polski film historyczny z 1977 roku w reżyserii Stanisława Różewicza, oparty na scenariuszu Andrzeja Kijowskiego i Edwarda Żebrowskiego. Film przedstawia dzieje powstania krakowskiego z 1846 roku, na tle ostatnich dni życia działacza rewolucyjnego Edwarda Dembowskiego. Głównym tematem filmu jest konflikt między wolą romantycznej, pozbawionej szans na zwycięstwo walki a pragmatycznym konserwatyzmem. Pasja w momencie premiery otrzymała pozytywne recenzje oraz zdobyła Grand Prix Złote Lwy Gdańskie na Festiwalu Polskich Filmów Fabularnych, ex aequo z filmem Bez znieczulenia (1978) Andrzeja Wajdy.

## Fabuła

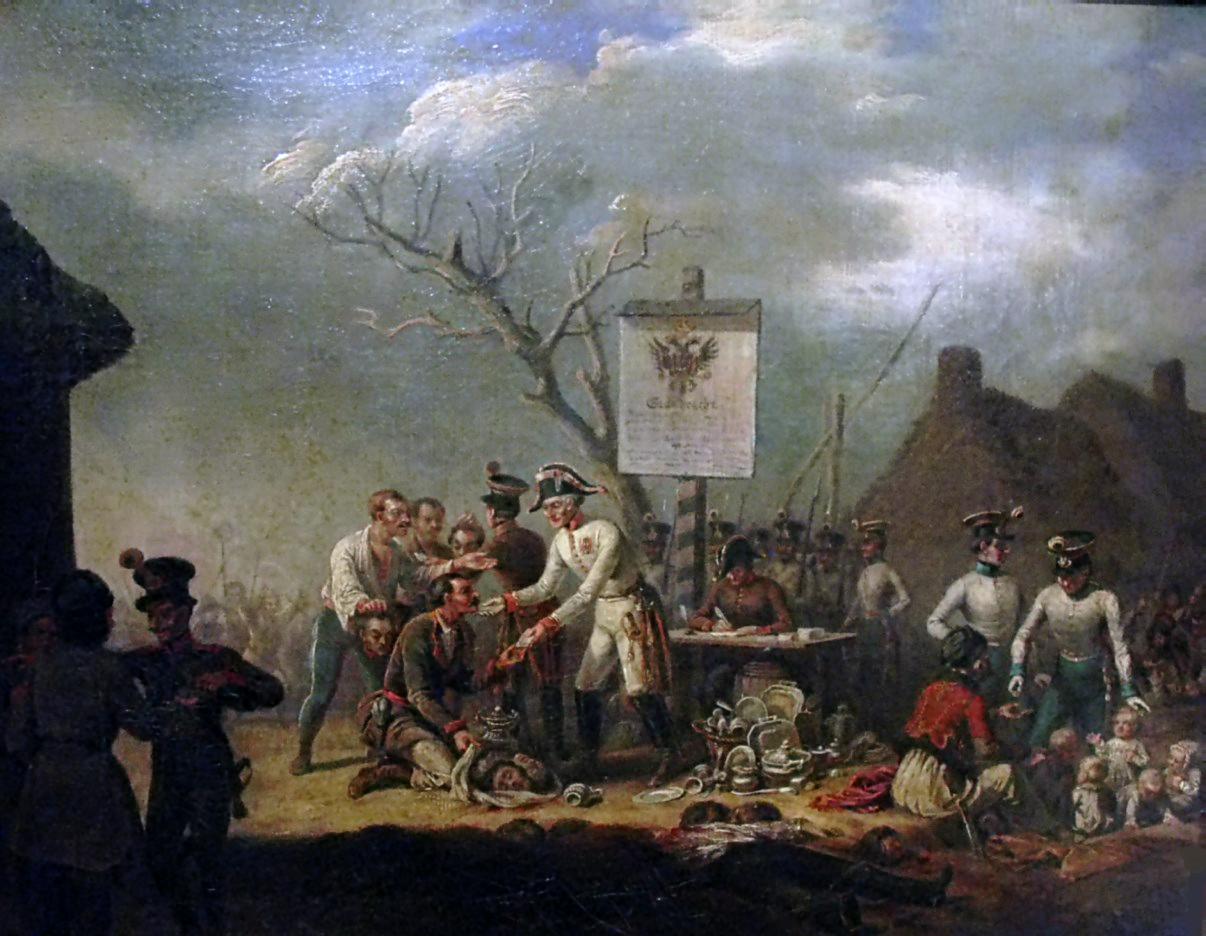
Jan Lewicki, Rzeź galicyjska, przed 1871. Rabacja galicyjska jest jednym z wątków filmu

Film otwiera scena przedstawiająca ekshumację ciał ze zbiorowego grobu 14 kwietnia 1846 roku, po upadku rewolucji krakowskiej, kiedy Austriacy usiłowali udowodnić śmierć przywódcy powstania, Edwarda Dembowskiego. Nie udaje się jednak zidentyfikować ciała Dembowskiego.

Akcja filmu cofa się do przełomu lat 1845 i 1846, kiedy Dembowski rozpoczyna intensywne przygotowania do wywołania powstania przeciwko zaborczej władzy austriackiej. We Lwowie spotyka się z Franciszkiem Smolką, byłym członkiem Stowarzyszenia Ludu Polskiego, który jest jednak niechętny kolejnemu wystąpieniu zbrojnemu. Dembowski decyduje się zachęcić lud Wolnego Miasta Krakowa do powstania poprzez wydanie dekretów uwłaszczeniowych.

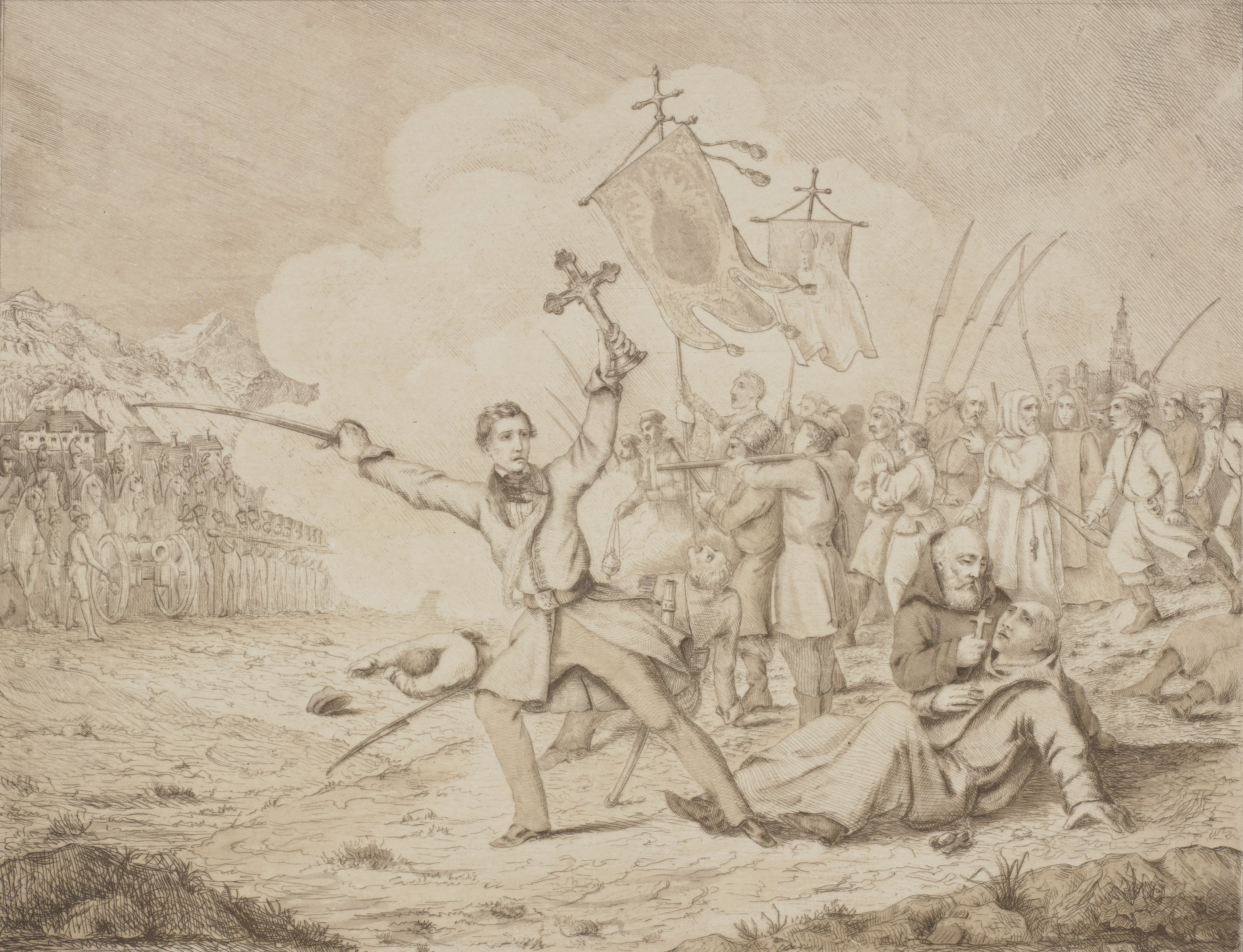
Józef Bohdan Dziekoński, Śmierć Edwarda Dembowskiego, przed 1855

W połowie lutego 1846 roku wybuch powstania zostaje powstrzymany przez aresztowania głównych przywódców w Poznaniu i we Lwowie. Dembowski jednak się nie poddaje. Bezskutecznie próbuje agitować wśród chłopów i rozmawiać z przywódcą rabacji galicyjskiej, Jakubem Szelą (scena ahistoryczna), po czym przedziera się wraz z nielicznymi siłami z Wieliczki do Krakowa; formalny dyktator powstania, Jan Tyssowski, pragnie jednak uniknąć ofiar. Gdy Austriacy otaczają Kraków, Dembowski ewakuuje się i w akcie desperacji prowadzi procesję katolicką na Podgórze, by przekonać chłopów do rewolucji, aż do masakry uczestników procesji 27 lutego 1846 roku przez wojska austriackie.

## Obsada
Źródło: Filmpolski.pl

- Piotr Garlicki – Edward Dembowski
- Zbigniew Zapasiewicz – Jan Tyssowski
- Bolesław Smela – Jakub Szela
- Wojciech Alaborski – Wiesiołowski
- Henryk Machalica – Smolka
- Mieczysław Hryniewicz – Walerian Kalinka
- Edmund Fetting – audytor Zajączkowski
- Mieczysław Voit – Wolski
- Józef Fryźlewicz – Teofil Wiśniewski, prezes Trybunału Galicji
- Paweł Unrug – człowiek Szeli
- Anna Dymna – Magdalena Kaszycka
- Piotr Różański – współpracownik Dembowskiego krytykujący jego wejście do Rządu Narodowego
- Gabriel Nehrebecki – mężczyzna w salonie krakowskim
- Bogusław Linda – mężczyzna w salonie krakowskim
- Tomasz Zaliwski – mężczyzna w salonie krakowskim
- Marcin Troński – aresztujący Dembowskiego
- Arkadiusz Bazak – współpracownik Wiesiołowskiego

## Produkcja

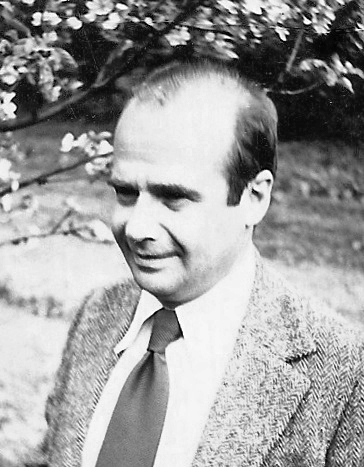
Andrzej Kijowski (1973), współscenarzysta Pasji

Współautorem scenariusza do Pasji był Andrzej Kijowski, późniejszy współorganizator Polskiego Porozumienia Niepodległościowego oraz autor książki Listopadowy wieczór o działaczach romantycznych i rewolucjonistach. Kijowski wraz z reżyserem Edwardem Żebrowskim napisał scenariusz do Pasji już w 1975 roku. Film miał reżyserować właśnie Żebrowski, lecz z powodu jego choroby Zespół Filmowy „Tor” zaproponował realizację projektu Stanisławowi Różewiczowi; temu ostatniemu spodobał się „wielowymiarowy rysunek bohatera”. Mimo zmiany reżysera celem projektu wciąż pozostawało podważenie oficjalnej narracji historycznej, jaką reprezentowały widowiska pokroju Potopu (1974) Jerzego Hoffmana oraz skrajnie nacjonalistycznego Hubala (1974) Bohdana Poręby. Omawiając film po latach, Marcin Maron uważał, że „Pasja miała być próbą rzetelnego zbadania postaw i wartości romantycznych (pojmowanie wolności, czyn niepodległościowy, stosunek jednostka – społeczeństwo), mówiącą o prawdziwej historii, ale zmuszającą do krytycznego myślenia”.
Na potrzeby dramaturgii filmu i rozważań historiozoficznych Różewicz i Kijowski umieścili w Pasji fikcyjne sceny spotkania Edwarda Dembowskiego najpierw z Jakubem Szelą, następnie zaś – formalnym dyktatorem powstania krakowskiego, Janem Tyssowskim. Zwłaszcza konfrontacja Dembowskiego z Tyssowskim miała służyć podkreśleniu konfliktu między postawą wolnościową a zachowawczą. Różewicz umieścił również w Pasji retrospektywne sceny osobiste z udziałem Dembowskiego: chorobę psychiczną żony, wspomnienia ojca oraz wydarzenia z powstania listopadowego, które Dembowski zapamiętał z dzieciństwa. Różewicz zamierzał pozostawić widzom swobodę oceny postaci Dembowskiego. Sam mówił: „ani za, ani przeciw, ja jestem z Dembowskim”.
Istotną część Pasji stanowiło odniesienie do rabacji galicyjskiej, która zdaniem Różewicza „zadała powstaniu okrutny cios”. Różewicz interpretował powstanie krakowskie jako arenę bratobójczej walki polskiej szlachty i chłopów, w której:
wygrali Austriacy mający możliwość działania wszelkimi środkami: i siłą, i manipulacją. Dramat, ucieleśniony w osobach Dembowskiego i Szeli, którzy w najważniejszej sprawie społecznej chcieli tego samego, ale nie mogli o nią walczyć razem, stworzyły wieki historii, setki lat chłopskiej krzywdy, która przekreślała możliwość opartego na zaufaniu współdziałania.
Zdjęcia do Pasji realizowano w Krakowie i jego okolicach, na Przełęczy Krowiarki pod Zawoją oraz w Przemyślu. Na potrzeby zimowych zdjęć plenerowych w marcu 1977 roku pod Babią Górą w Beskidzie Żywieckim rozsypywano śnieg z lasu, aby nakręcić scenę wjazdu saniami w jednym dniu zdjęciowym, tuż przed świtem, zanim śnieg zdążył stopnieć. Zdjęcia realizował operator filmowy Jerzy Wójcik, stały współpracownik Różewicza. Scenografię zaprojektowali Jerzy Szeski i Andrzej Kowalczyk, natomiast muzykę do filmu skomponował Piotr Moss. Materiał filmowy zmontowała Urszula Śliwińska.

## Odbiór
Pasja miała premierę w kinach 14 marca 1978 roku i stała się wielkim wydarzeniem, otrzymując Grand Prix Złote Lwy Gdańskie na Festiwalu Polskich Filmów Fabularnych, ex aequo z filmem Bez znieczulenia (1978) Andrzeja Wajdy.
Bożena Janicka w recenzji dla „Filmu” przekonywała, że Różewicz w swoim filmie polemizuje z dotychczasową tradycją polskiego filmu historycznego, proponując widzom „prawdziwą rozmowę z wywołanymi z przeszłości ludźmi, a nie pustym miejscem lub echem; dialog, a nie reakcję czysto emocjonalną”. Tadeusz Sobolewski zauważał, że w dziele Różewicza, Żebrowskiego i Kijowskiego „Romantyczna jest problematyka Pasji, choć nieromantyczny styl i nieromantyczne odpowiedzi”. Rafał Marszałek podkreślił, że główny problem filmu polega na sprzeczności pomiędzy idealizmem a praktycyzmem, a sama Pasja traktuje o niejednoznaczności postaw historycznych. Zdaniem Marii Janion i Marii Żmigrodzkiej Różewicz oryginalnie przedstawił postać Szeli, którą spotyka Dembowski. Szela w Pasji nie jawi się jako „sprzedajne narzędzie austriackiej intrygi, krwawy potwór, zionący nienawiścią i zemstą”, lecz jako zagubiony anarchista „przekonany, że rabacja obali nie tylko ucisk pańszczyźniany, ale i to wszystko, co »niepotrzebne« – państwa, narody, wojska i władze”. Za pośrednictwem rozmowy Dembowskiego z Szelą reżyser ukazuje „nieuchronną obcość pojęć rewolucyjnej elity i masy, sił społecznych skazanych na sojusz a nieznajdujących wspólnego języka”.
Marcin Maron podkreślał, że „Różewicz z właściwym sobie wyczuciem pokazał konflikt, który targał jego bohaterem, konflikt między świadomością konieczności użycia przemocy w działaniu rewolucyjnym, a główną ideą, jaka przyświecała temu działaniu, czyli utwierdzeniem wolności mającej być w istocie zniesieniem wszelkiej przemocy”. Historyk Andrzej Łepkowski uznał Pasję za dość rzetelne „dzieło historiozoficzne”. Tadeusz Lubelski zauważał, że w chwili premiery Pasja uruchamiała skojarzenia z kinem moralnego niepokoju, o czym miało świadczyć obsadzenie w głównych rolach Piotra Garlickiego i Zbigniewa Zapasiewicza, pierwszoplanowych aktorów z innego filmu „Toru”, Barw ochronnych (1976) Krzysztofa Zanussiego. Tej samej opinii był Marek Hendrykowski, twierdząc, iż Pasja w chwili powstania była „utworem niezwykle aktualnym”, z „sugestywną” i „fascynującą” kreacją Garlickiego w roli Dembowskiego. Jadwiga Łużyńska-Doroba przekonywała, że Pasja Różewicza stanowiła komentarz do późnych rządów Edwarda Gierka, ukazując skutki „oderwania się aparatu władzy od ludzi pracy, od mas społecznych”.